# 네군도단풍

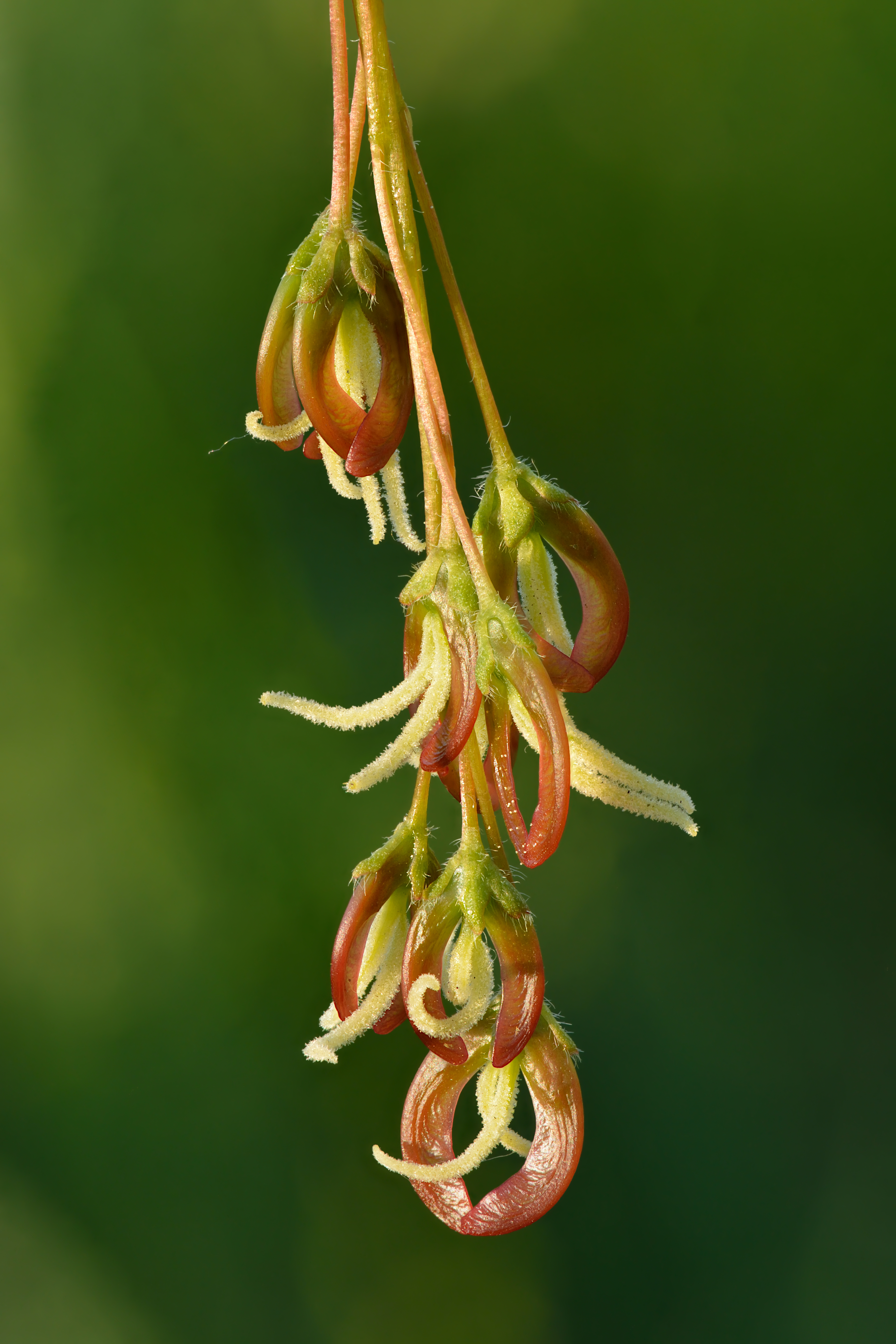
암꽃

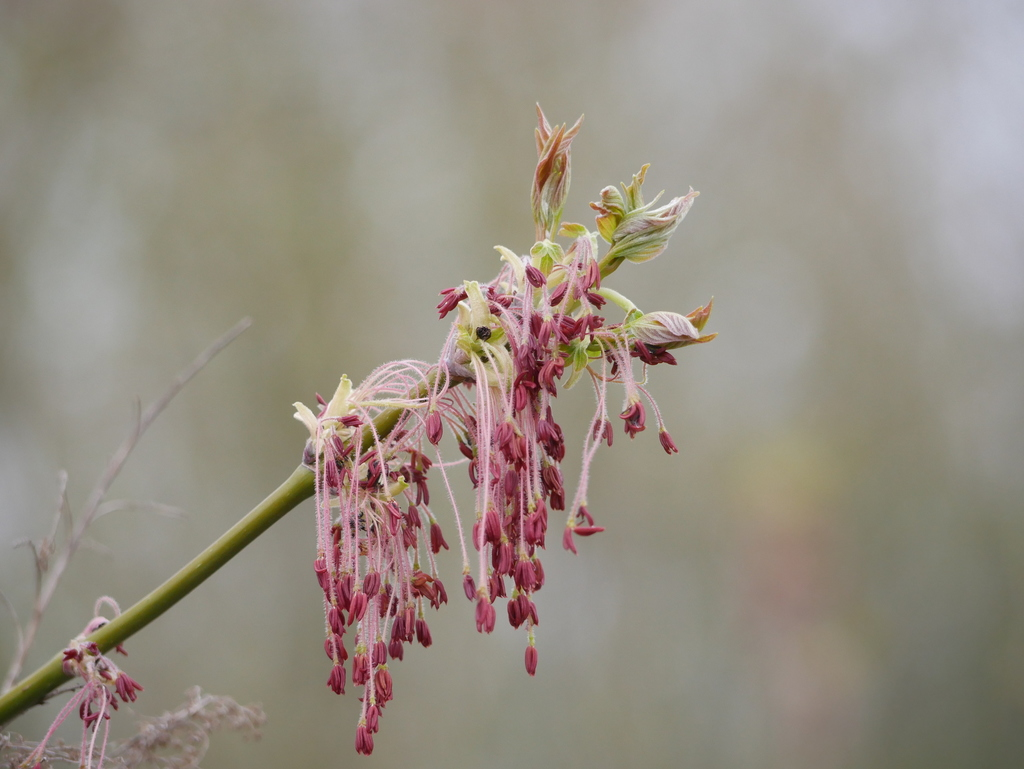
수꽃

네군도단풍(학명: Acer negundo 아케르 네군도[*])은 낙엽이 지는 활엽교목으로 단풍나무의 일종이다. 북아메리카(캐나다~온두라스 사이)가 원산이다. 속성수(速成樹)이며 수명이 짧다. 물푸레나무의 잎을 닮아있는 대생의 깃꼴 겹잎으로, 3-7개의 타원형인 작은잎을 가지고 있다. 남아메리카, 오스트레일리아, 뉴질랜드, 남아프리카, 유럽의 대부분, 아시아 일부 지역에서 외래종이나 귀화종으로 존재하고 있다.
종소명인 negundo는 좀목형(Vitex negundo)의 잎을 닮았다 하여 붙인 것이다.

## 생김새
네군도단풍은 나무높이 최대 10~25m, 흉고직경 30~50cm(드물게는 최대 1m)로 자라는 단명하는 속성수이다. 종종 여러 개의 줄기가 있으며 뚫을 수 없는 덤불을 형성할 수 있다. 수령은 평균 60~75년이다. 매우 유리한 조건에서는 100년까지 살 수 있다.
눈은 녹색이며, 어릴 때는 종종 희끄무레했다가 분홍색 또는 보라색으로 변하는 왁스질의 피막이 있다. 가지는 매끄럽고 다소 무르며 단단하고 어두운 색의 나무껍질을 형성하기보다는 녹색을 유지하는 경향이 있다. 줄기의 껍질은 연한 회색 또는 연한 갈색이며, 넓은 능선으로 깊게 갈라져 있고 비늘 모양이다.
네군도단풍은 (보통 단순잎, 장상엽을 가진) 대부분의 다른 단풍나무들과는 달리, 보통 3~7개의 작은 잎들이 달리는 깃꼴겹잎(羽狀複葉)이다. 단순잎도 이따금씩 나타나지만 이는 엄밀히 따지자면 단수깃꼴겹잎이다. 피껍질단풍(A. griseum), 복장나무(A. mandshuricum) 등의 일부 다른 단풍나무들과 가까운 친척인 세손단풍(A. cissifolium)은 삼출엽의 형태를 가지고 있지만, 네군도단풍만이 규칙적으로 작은 잎이 세 개 이상 난 삼출엽의 모습을 보인다. 작은 잎은 크기가 약 5~10cm이며 너비 3~7cm로 잎의 가장자리(葉緣)는 약간 톱니모양이다.
4-5월경 이른 봄에 작은 황록색 꽃이 10~20cm 길이의 총상꽃차례를 이루면서 피어난다. 열매가 익으면 긴 이삭이 되어 늘어지는 것을 볼 수 있다.
10월 경에 익는 열매는 두 개의 단일 씨앗들이 달리는 분리과(分離果)이자 시과(翅果)로 축 늘어진 총상꽃차례에 달린다. 각각의 씨앗은 길쭉하며 길이 1~2cm에 안으로 굽은 날개는 길이 2~3cm이다. 가을에 떨어지나 겨울까지 매달리기도 한다. 씨앗은 보통 많이 열리고 생식력이 있다.
수꽃과 암꽃은 각각의 나무에 피어나는데(암수딴그루), 수꽃의 경우 보통 네 개의 꽃이 함께 피는 꽃송이를 이루며, 암꽃의 경우 총상꽃차례로 피어난다.

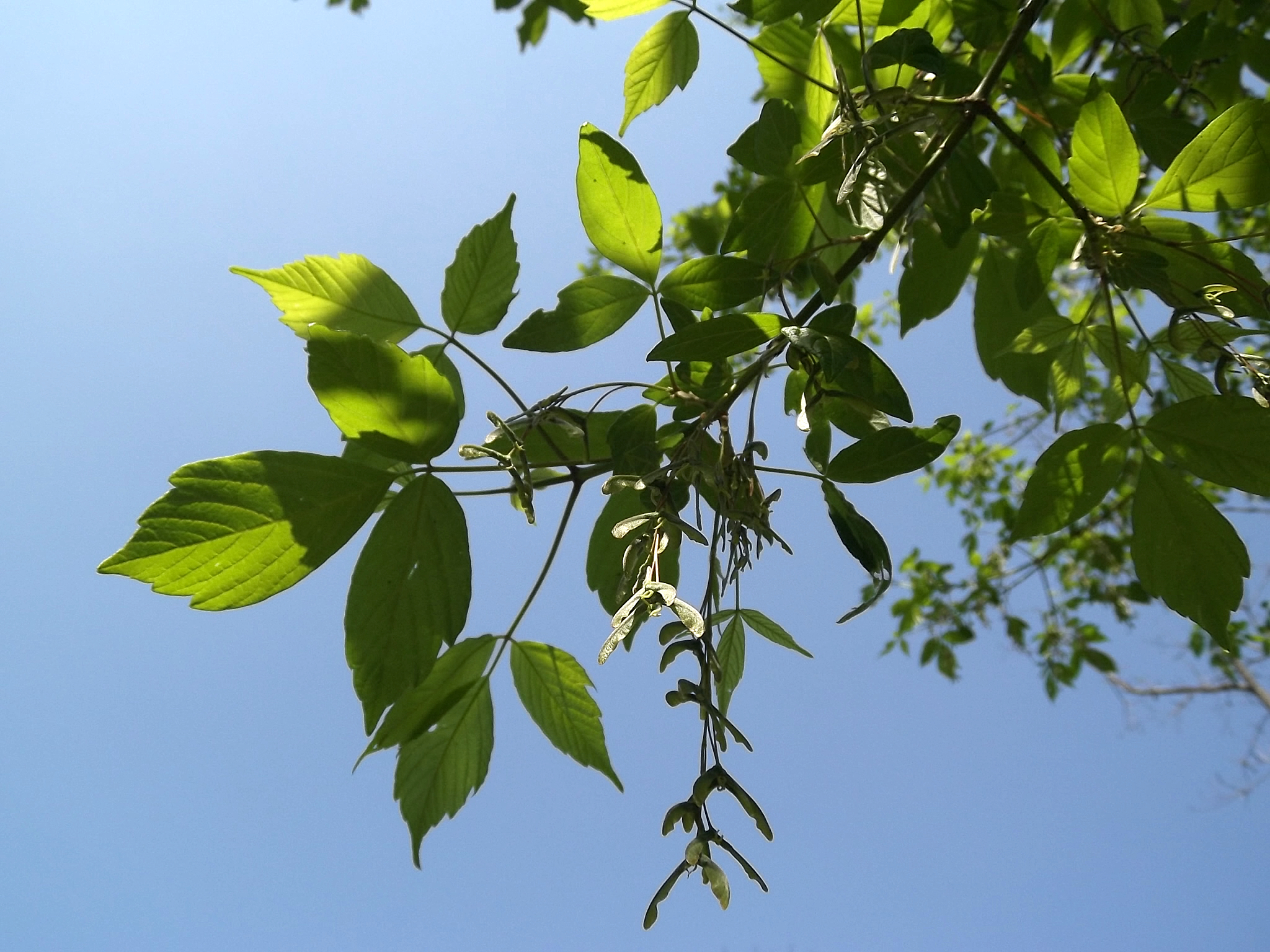
잎과 열매
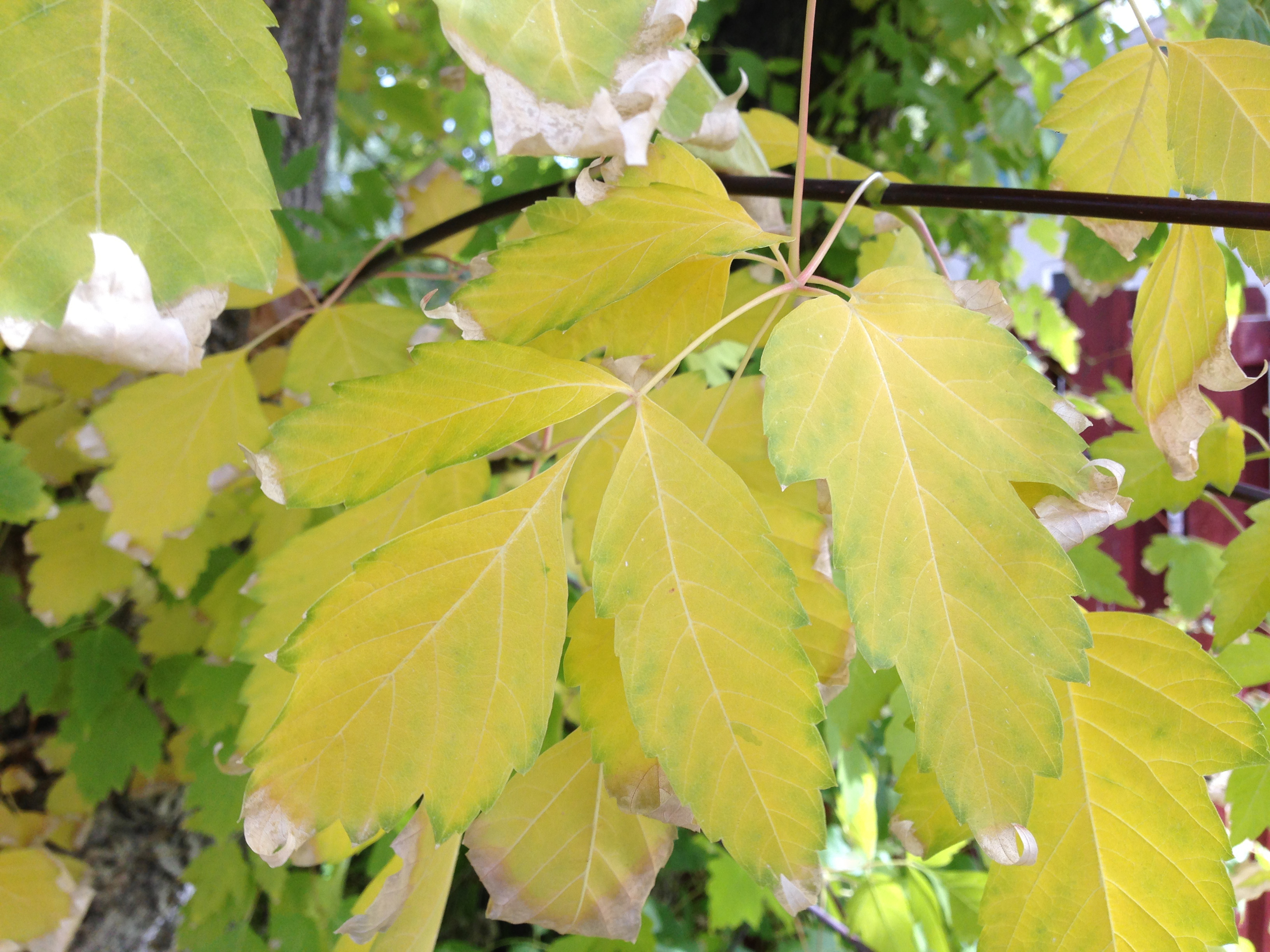
가을의 잎 색깔
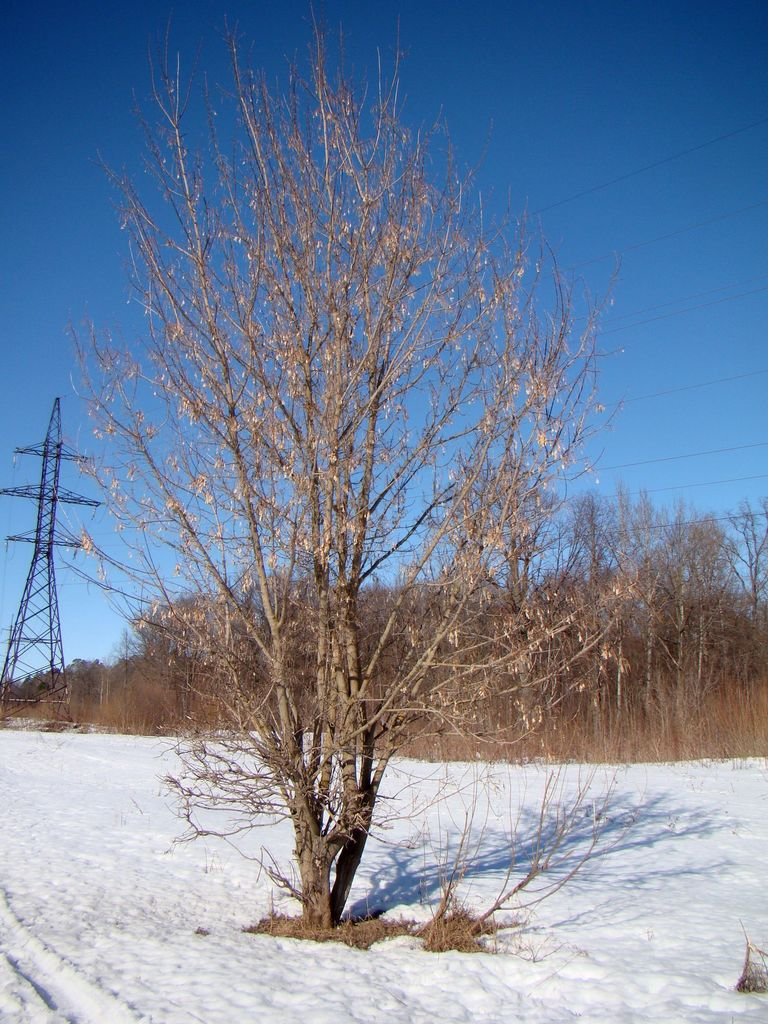
겨울에도 매달린 채 유지되어 있는 씨앗들
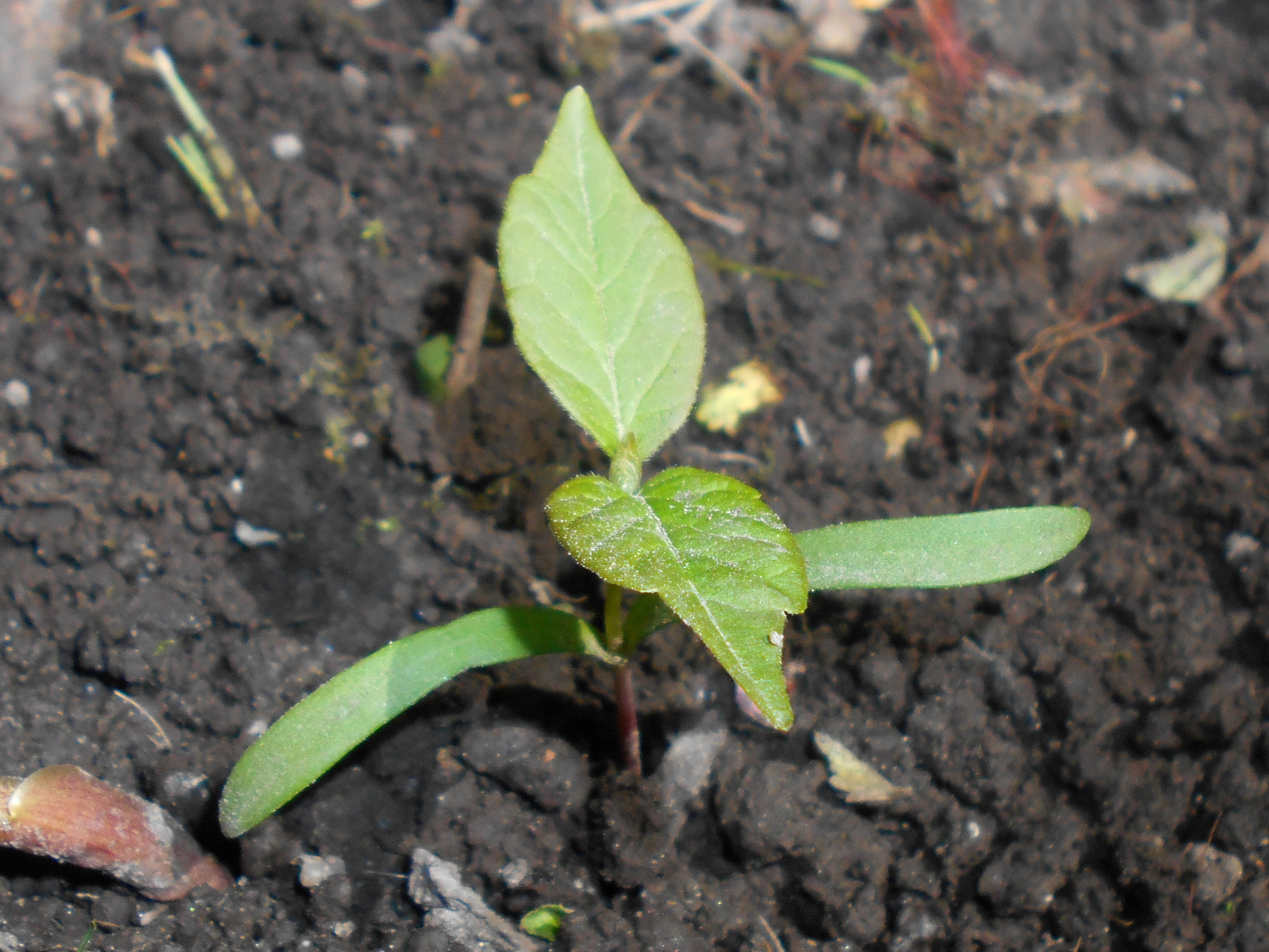
새싹
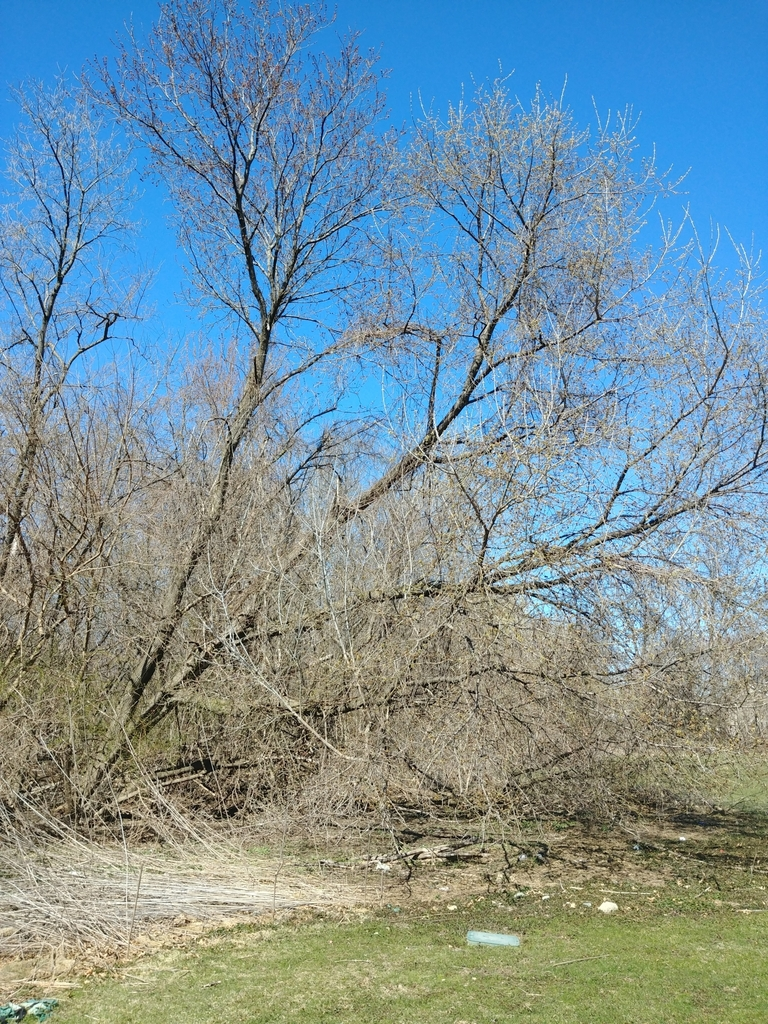
복수의 가지가 여기저기 뻗어나가 자란 형태
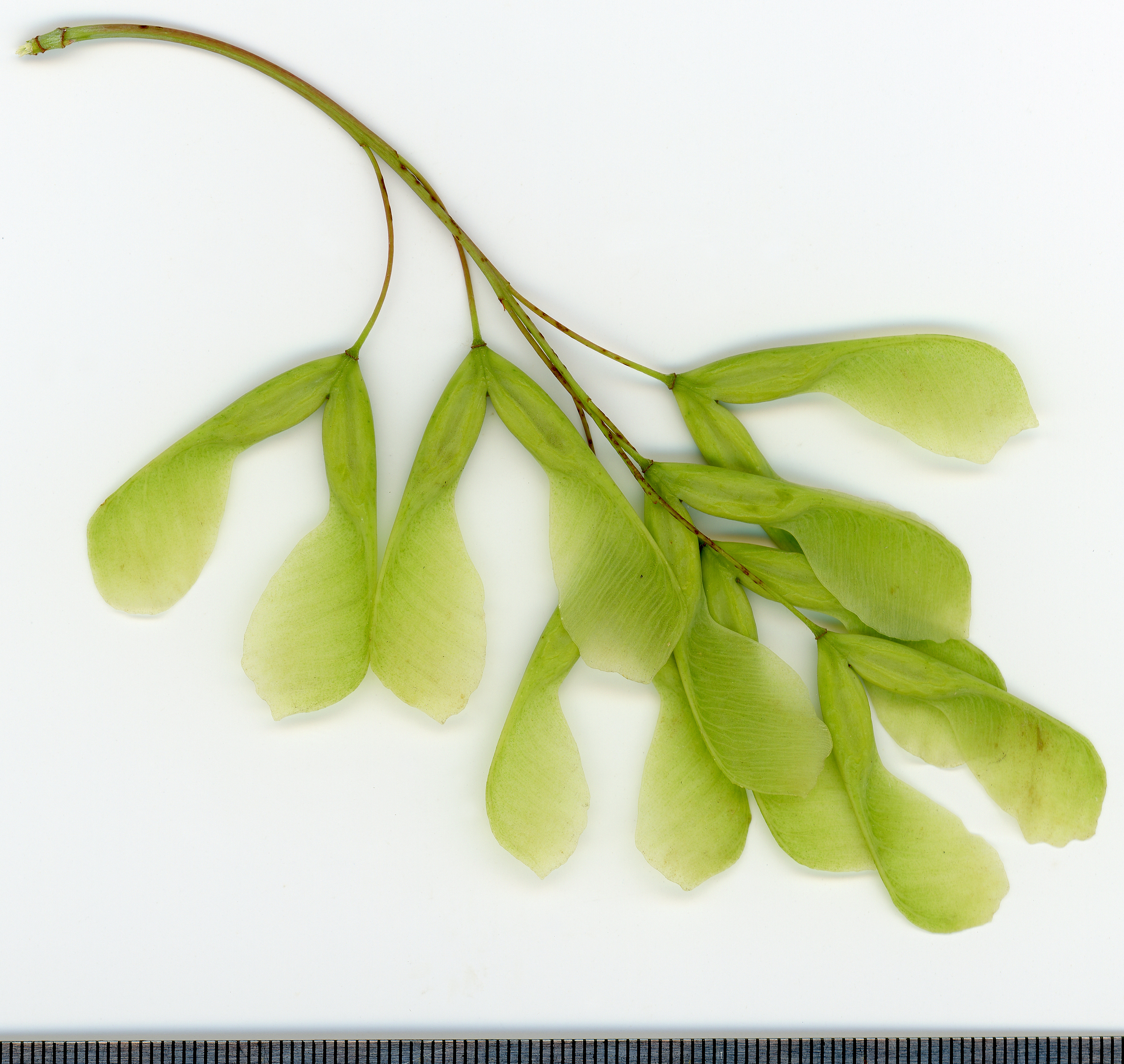
열매

## 분류

### 향명
넓은 지리 범위에 걸쳐 많은 사람들에게 친숙함이 느껴지는 네군도단풍에는 수많은 향명이 붙어있다. "box elder"(회양딱총나무) 또는 "boxelder maple"(회양딱총단풍)은 흰색의 목재가 회양목속과 비슷하다는 점과 깃꼴겹잎이 딱총나무속의 일부 종과 비슷하다는 점에 바탕을 두고 있다.
다른 향명들은 물푸레나무속을 닮은 부분, 선호 환경, 당분이 많은 수액, 잎의 묘사, 학명 등을 기반으로 둔다. 그러한 향명으로는 "Manitoba maple"(매니토바단풍), "ash-leaf maple"(물푸레잎단풍), "cut-leaved maple"(자른잎단풍), "three-leaf maple"(세잎단풍), "ash maple"(물푸레단풍), "sugar maple"(설탕단풍), "negundo maple"(네군도단풍), 그리고 "river maple"(강단풍)이 있다.
향명은 지역적으로 다양하다. 회양딱총나무, 회양딱총단풍, 물푸레잎단풍, 그리고 물푸레단풍은 미국에서 쓰이는 그런 향명들이다. 캐나다에서는 보통 매니토바단풍으로 널리 부르며 때때로 요정단풍(elf maple)이라 부르기도 한다. 영국에서는 회양딱총나무 또는 물푸레잎단풍(ashleaf maple)으로 부른다. 러시아에서는 아메리카단풍(러시아어: америка́нский клён 아메리칸스키 클룐[*])과 물푸레잎단풍(러시아어: клён ясенели́стный 클룐 야세넬리스트니[*])로 부른다.
작은잎들이 무늬라디칸스옻나무의 작은잎들과 외형상 닮은 점들이 있기 때문에 네군도단풍의 묘목은 종종 알레르기를 일으키는 식물로 오해받고는 한다. 무늬라디칸스옻나무는 엽연이 고르지 못한 세 개의 작은잎들로 이루어진 겹잎을 가지고 있는 반면, 네군도단풍은 무늬라디칸스옻나무의 호생엽서와는 반대되는 대생엽서를 보인다. 무늬라디칸스옻나무와 마찬가지로, 유명한 하안 식물종이기도 하며, 강바닥과 일반적으로 습한 토양에서 자라는 경우가 많다. 이러한 모든 이유와 명백한 차이점에도 불구하고 네군도단풍은 비공식적으로 "poison ivy tree"라고 부르기도 한다.

### 아종
네군도단풍은 종종 세 개 이상의 아종으로 세분되는데, 일부는 원래 별개의 종으로 기재되었다.
- Acer negundo subsp. negundo - 대서양 연안~로키산맥 사이에 산다.[4]
- Acer negundo subsp. interior (Britton) Sarg. - 지명 아종보다 잎의 결각이 더 많고 잎 표면이 광택이 좀 더 난다. 동부 및 서부 아종 사이의 서스캐처원주와 뉴멕시코주까지가 원산지이다.[4]
- Acer negundo var. arizonicum Sarg. - 애리조나주, 뉴멕시코주, 멕시코 북부에 서식한다.[17]
- Acer negundo subsp. californicum (Torr. & A.Gray) Sarg. - 잎이 좀더 크고 질감은 부드럽다. 캘리포니아주 일부 지역에서 발견된다.[4][17]
- Acer negundo subsp. mexicanum (DC.) Wesm. - 멕시코, 과테말라, 온두라스에서 서식한다.[17]
- Acer negundo var. texanum Pax - 미국 남부에서 버지니아주와 뉴멕시코주 및 멕시코 북동부 사이에서 서식한다.[17]
- Acer negundo var. violaceum (Booth ex Loudon) H.Jaeger - 미국 북동부 해안과 오하이오 밸리에서 컬럼비아 강 유역까지 미국 북부 내륙에 서식한다.[17]

## 분포 및 서식지

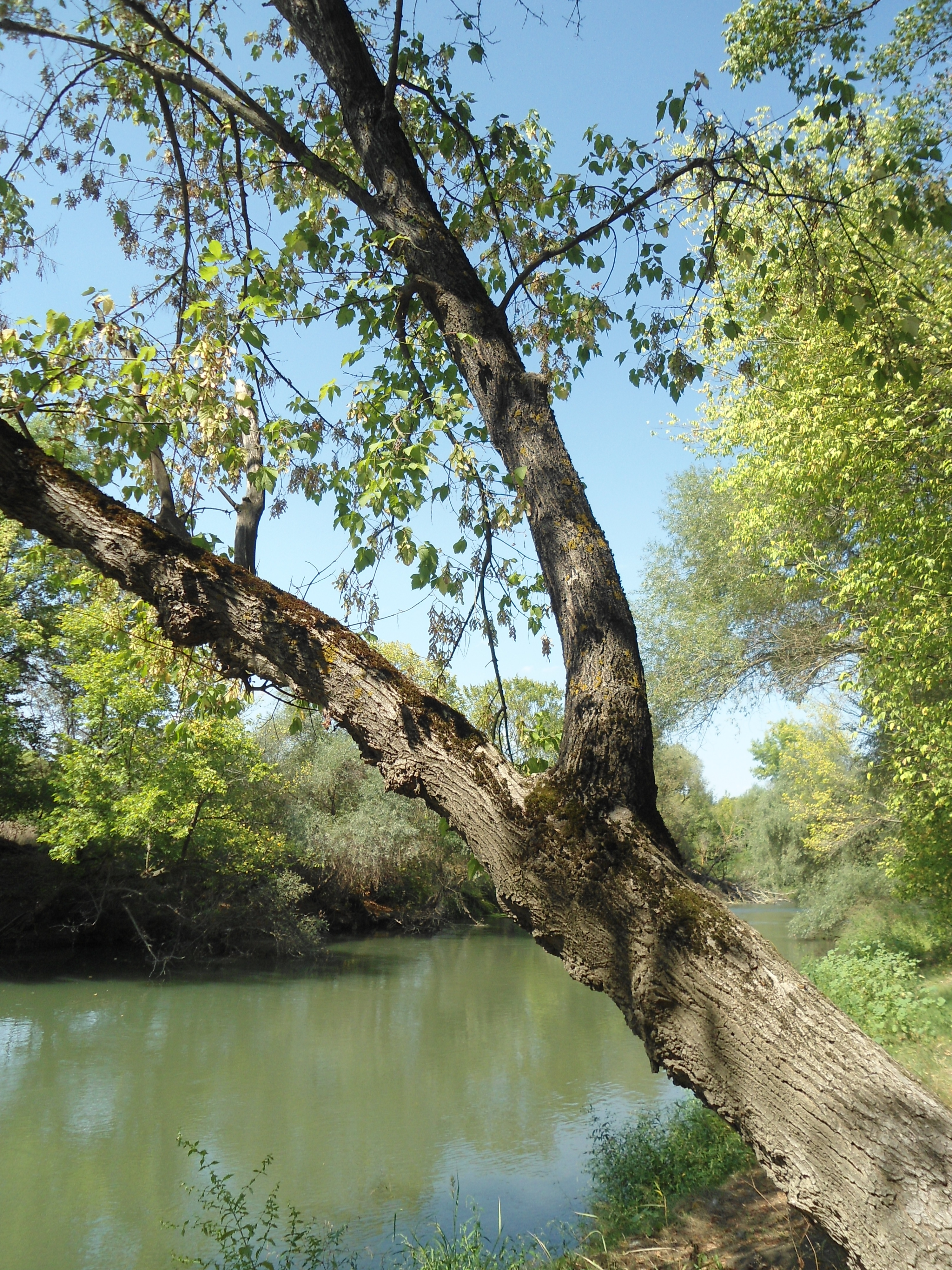
네군도단풍은 종종 수공간을 따라 생장한다.

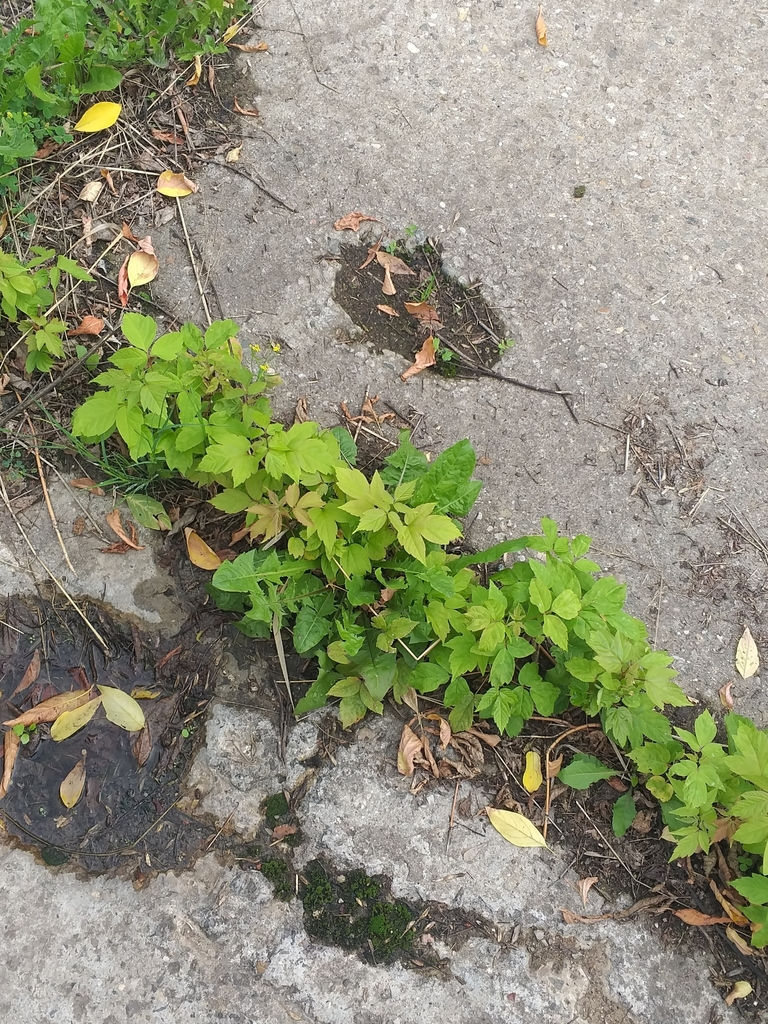
러시아에서 포장도로 균열사이에서 잡목으로 생장하고 있는 네군도단풍

네군도단풍은 미국 대부분의 지역(대부분 동부) 및 캐나다 중남부에 서식하며 과테말라 등 남쪽으로 멀리 떨어진 곳에서도 발견된다.
유타주의 박스엘더군(Box Elder County)은 사우스다코타주의 박스엘더 마을처럼 이 나무의 향명에서 이름을 따왔다.
북아메리카에 서식하지만, 미국 북동부 등의 일부 지역에서는 잡초목에 해당하는 식물종으로 여기며 이 지역에서 그 수가 크게 증가했다. 1928년, 펜실베니아주의 수석 산림관인 조셉 일릭(Joseph Illick)은 『펜실베이니아 나무』(Pennsylvania Trees)에 '네군도단풍이 이 주에서는 "희귀하고 국부적으로 한정"되어있었다.' 라고 썼다.
재배 지역과 비재배 지역 모두를 빠르게 식민지화시킬 수 있으며, 따라서 북미와 다른 지역에서도 그 범위가 확장되고 있다.  1688년에 공원수로 도입된 유럽에서는 빠르게 확산되었으며, 중앙 유럽 지역 중 특히 독일, 체코, 헝가리, 슬로베니아, 폴란드 및 러시아에서 외래종으로 취급된다. 이들 지역에서는 저지대, 혼란 영역, 그리고 석회질 토양의 강가 생물군집에서 대량 생장을 이룰 수 있다. 중국 동부에서 귀화되기도 하며, 오스트레일리아 대륙의 일부 서늘한 지역에서는 유해외래종으로 분류되고, 라플라타강 지역에서도 마찬가지로 외래종이다.
네군도단풍은 밝은 햇빛을 선호한다. 종종 하안지대 서식지 등 충분한 물 공급이 이루어지는 범람원 및 다른 교란지대에서 생장한다. 인간의 영향으로 이 종은 집과 울타리 주변, 그리고 요란지와 공터에서 자란다.

## 생태

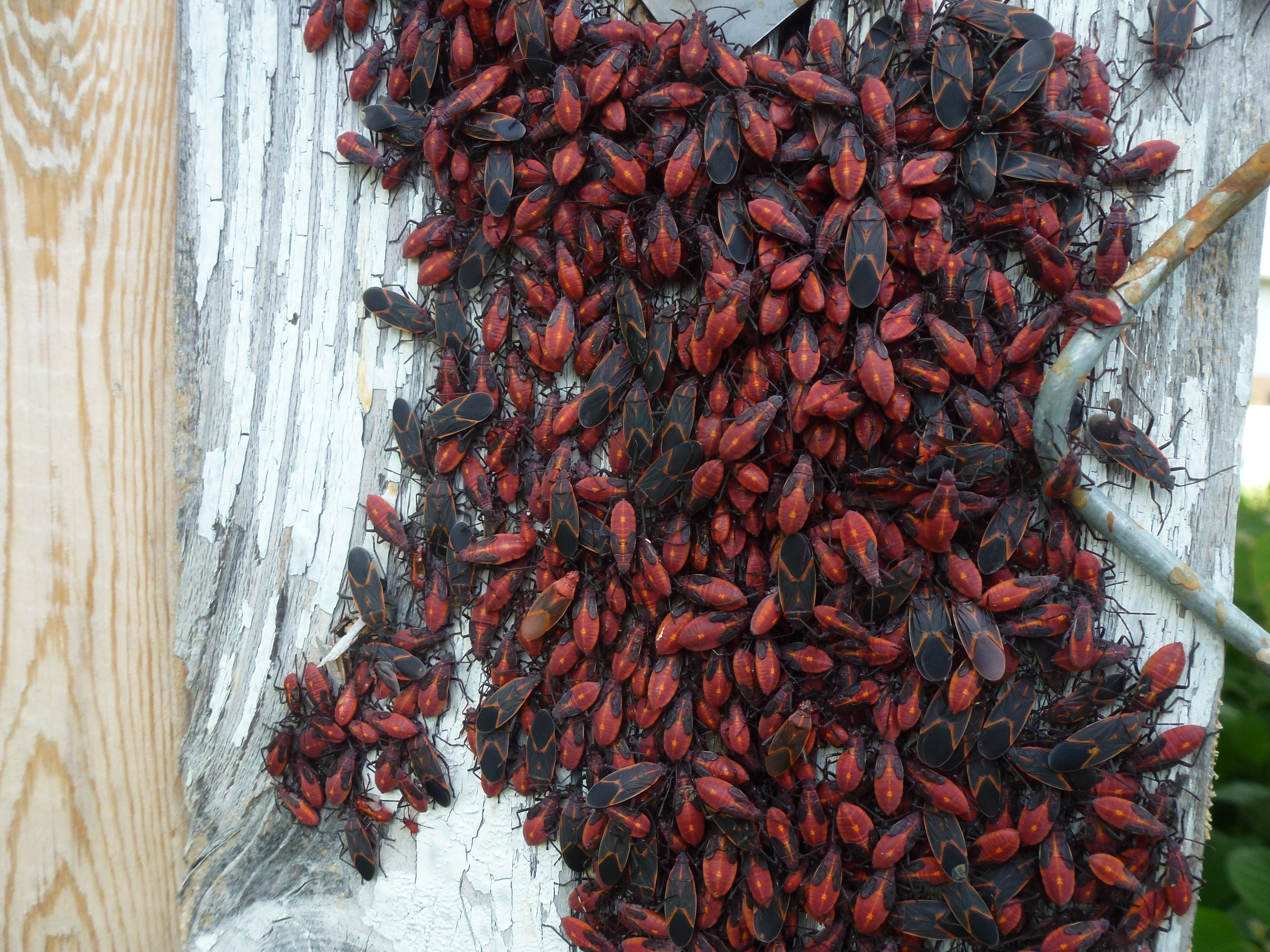
네군도단풍을 먹고 있는 네군도단풍노린재 (Boisea trivittata)

일부 새들과 다람쥐들은 씨앗을 먹는다. 방울새아과의 어떤 되새류(‘’Hesperiphona vespertina’’) 이들을 광범위하게 사용한다.
네군도단풍노린재 (Boisea trivittata)는 모든 단풍 나무에 알을 낳지만, 네군도단풍을 좀 더 선호하며, 나무껍질 틈새에 알 한 무더기를 낳는다. 장미단풍산누에나방 (Dryocampa rubicunda)도 네군도단풍을 포함한 여러 단풍나무의 잎에 산란한다. 애벌레는 잎을 갉아먹으며, 개체수의 밀집도가 클 경우에는 낙엽현상이 발생할 수 있다.
네군도단풍혹응애 (Aceria negundi)는 잎에 작은 벌레혹을 형성시킨다. 네군도단풍혹파리 (Contarinia negundinis)는 네군도단풍혹파리의 벌레혹에 들어가 혹의 크기를 넓힌다. 이 혹파리는 때때로 잎 뒷면의 잎맥이나 주맥에 별개의 관 모양 벌레혹을 만들어 낸다.
단풍솜깍지벌레 (Pulvinaria acericola)는 네군도단풍의 잎사귀에 발생한다. 네군도단풍 잎점무늬병균 (Septoria negundinis)은 잎에  검정 고리 모양의 병반을 만들어 낸다.

## 쓰임새

### 목재

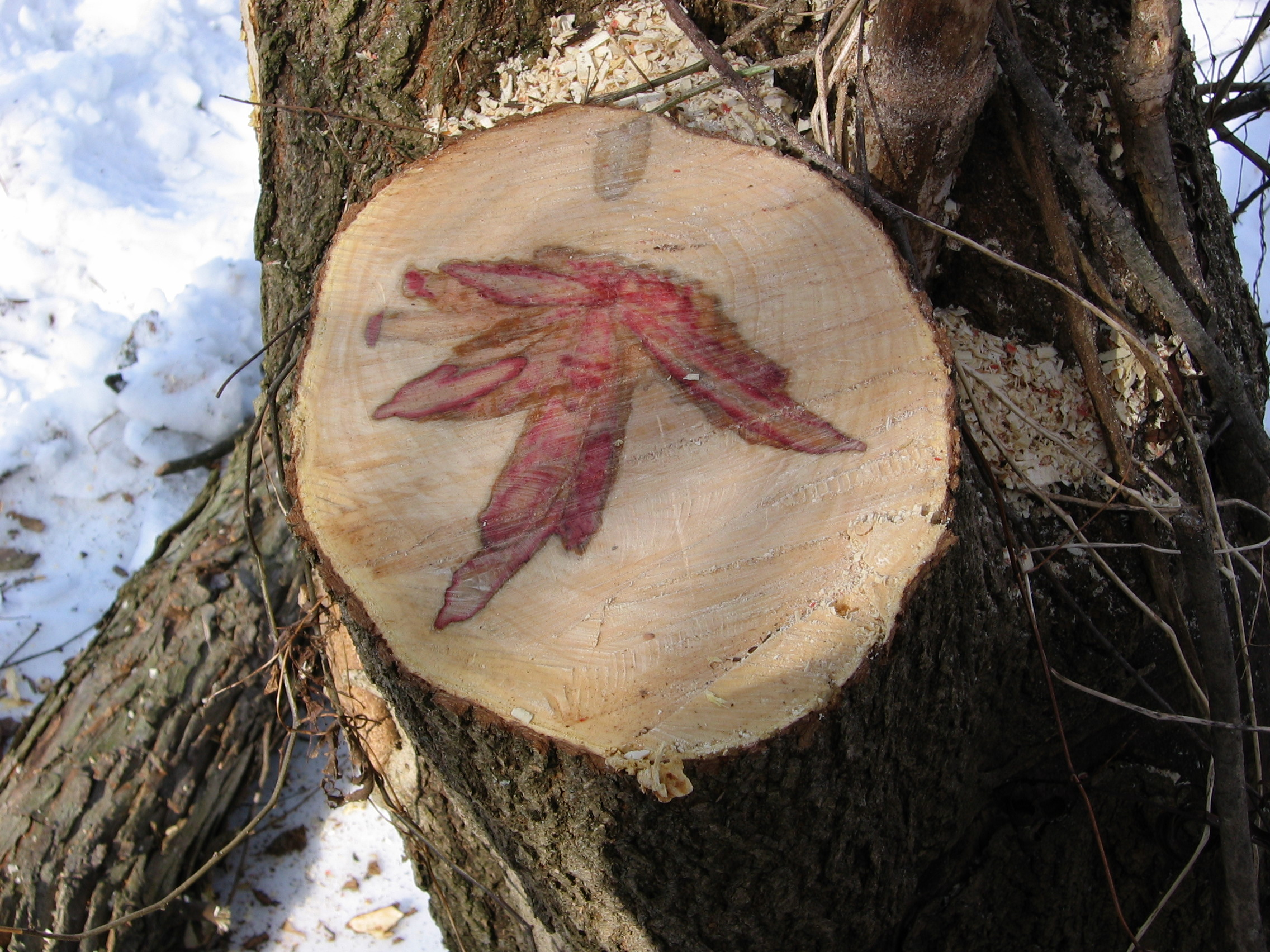
붉은 얼룩을 띠는 네군도단풍의 심재

목재는 나바호족의 경우 풀무관 제작을, 샤이엔족의 경우 통의 제작을, 그리고 몬태나주의 토착민들은 커다란 나무 옹이나 혹을 통, 그릇, 북, 피리대로 만드는 등, 미국 원주민들이 다양한 목적으로 사용했다. 테와인들은 작은 나뭇가지들을 피리대로 썼으며 케레스족은 가지들을 기도용 막대로 만들었다.
다코타족과 오마하족은 네군도단풍의 목재를 숯으로 만들었는데, 이는 의식용 회화 및 문신용으로 쓰기 위함이었다. 카이오와족은 페요테 의식을 치르는 동안 제단불에 목재를 넣어 불태운다.
네군도단풍은 아메리카 대륙에서 현존하는 가장 오래된 목재 플루트의 재료로 쓰인 것이 확인되었다. 1931년 애리조나주 북동부에서 얼 H. 모리스(Earl H. Morris)가 발굴한 이 플루트는 기원전 620~670년으로 거슬러 올라간다.

### 의약적 이용
미국 원주민들이 몇 가지 의료 목적으로 사용했다. 샤이엔족은 태양춤 의식 동안 영약을 만들기 위해 향으로 나무를 불태운다. 메스콰키족은 안쪽 껍질의 탕약을 토제로 사용하며, 오지브와족은 마찬가지로 안쪽 껍질의 혼합물을 사용한다.

### 음식
수액은 다코타족 , 오마하족, 포니족, 폰카족, 호청크족, 크리족, 수족, 몬태나주의 토착민 등의 미국 원주민들이 시럽으로 사용했다. 치리카와족 및 메스칼레로족 아파치안쪽껍질의 찌꺼기를 말려서 겨울 음식으로 보관하며, 안쪽껍질에서 설탕이 결정화될 때까지 끓이기도 한다. 샤이엔족은 삶은 수액과 동물 가죽의 안쪽 면에서 나온 부스러기를 섞어 사탕처럼 먹는다. 오지브와족은 수액을 설탕단풍의 수액과 섞어 음료로 마신다.